# غلامحسین قریب
غلام‌حسین قریب گرکانی (زادهٔ ۲ تیر ۱۳۰۲ – درگذشتهٔ ۲۳ آذر ۱۳۸۳) نویسنده، شاعر، موسیقی‌دان و نوازندهٔ کلارینت اهل ایران بود.

## زندگی‌نامه
غلام‌حسین غریب گرکانی در ۲ تیر سال ۱۳۰۲ در تهران متولد شد. او یکی از شاگردان و فارغ التحصیلان هنرستان عالی موسیقی بود.
وی یکی از بنیان‌گذاران نهضت هنری خروس‌جنگی و اولین نوازندهٔ سازهای بادی در ارکستر سمفونیک تهران بود. او که عضو هیئت مؤسس ۵ نفره این ارکستر بود، نواختن کلارینت را زیرنظر نوازندگان چک فرا گرفت.
وی در سال ۱۳۳۵ برای ادامه تحصیل و مطالعه بیشتر و تخصصی کلارینت و سازهای بادی به کشورهای ایتالیا، آلمان و فرانسه سفر کرد و پس از بازگشت به ایران، با سمت معاونت هنرستان عالی موسیقی فعالیت خود را آغاز نمود. وی در سال ۱۳۳۹ به سمت ریاست کنسرواتوار موسیقی تهران (هنرستان عالی موسیقی) برگزیده شد و مدت سیزده سال در این سمت خدمت و نوازندگان سازهای بادی بسیاری را تربیت کرد.
غلامحسین غریب از دوستان نزدیک نیما یوشیج بود اولین داستان او به نام ساربان در سال ۱۳۲۷ با ویرایش نیما یوشیج منتشر شد. غلامحسین غریب، به همراه جلیل ضیاپور، حسن شیروانی و بعدها هوشنگ ایرانی پیشروترین نهضت هنری به نام خروس جنگی را تأسیس کردند که در تاریخ هنر ایران بسیار تأثیرگذار بوده‌است.
پسر او سیاوش آهنگساز و مدرس گیتار کلاسیک و دختران او چیستا و کرشمه نوازنده و مدرس پیانو هستند.

## سالشمار زندگی
- ورود به هنرستان موسیقی
- بهره‌مند از آموزش نوازندگان چکسلواکی هنرستان در ۱۳۱۸
- یادگیری درس هارمونی نزد پرویز محمود و همکاری با ارکستر او
- همکاری با ادارهٔ هنرهای زیبا برای گردآوری ترانه‌های محلی ایران و سفر به نواحی زیر نظر لطف‌الله مبشری ۱۳۲۵
- عضو هیئت مؤسس پنج‌نفره ارکستر سمفونیک تهران
- اولین نوازندهٔ ساز بادی ارکستر سمفونیک
- انتشار داستان «ساربان» با ویرایش نیما یوشیج ۱۳۲۷
- تأسیس انجمن هنری خروس جنگی همراه جلیل ضیاپور، حسن شیروانی و منوچهر شیبانی ۱۳۲۸
- انتشار پنج شماره مجله خروس جنگی تا ۱۳۲۹
- پیوند هوشنگ ایرانی به انجمن و انتشار دورهٔ دوم نشریه و اعلام بیانیهٔ هنری انجمن خروس جنگی با نام «سلاخ بلبل»
- انتشار مجموعه شعر و نثر «شکست و حماسه» ۱۳۳۲
- همکاری با مجلات «هنر نو» و «آپادانا» که با همت سهراب سپهری و ابوالقاسم مسعودی منتشر می‌شدند.
- سفر به ایتالیا برای تحصیل و تحقیق در سازهای بادی کلارینت و ساکسیفون
- بازگشت به ایران و پذیرش سمت ریاست هنرستان‌های موسیقی ایران و رئیس کنسرواتور آزاد موسیقی
- نزدیک به دو دهه ریاست کنسرواتور و هنرستان تا ۱۳۵۱
- مدیر کل فعالیت‌های فرهنگی وزارت فرهنگ و هنر تا ۱۳۵۷
- انتشار مجموعه داستان «قصه‌گوی میدان پر آفتاب» ۱۳۴۰
- انتشار داستان «خون مهر» توسط وزارت فرهنگ و هنر ۱۳۵۰
- کناره‌گیری از ریاست هنرستان و اشتغال در وزارت فرهنگ و هنر ۱۳۵۱
- تدریس موسیقی و نوازندگی کلارینت و ساکسیفون در مدرسه هنر و ادبیات تا ۱۳۸۱